# Opsion curvisetosa
Opsion curvisetosa är en tvåvingeart som beskrevs av Caspers 1991. Opsion curvisetosa ingår i släktet Opsion och familjen svampmyggor.
Artens utbredningsområde är Grekland. Inga underarter finns listade i Catalogue of Life.